# Oficina salitrera

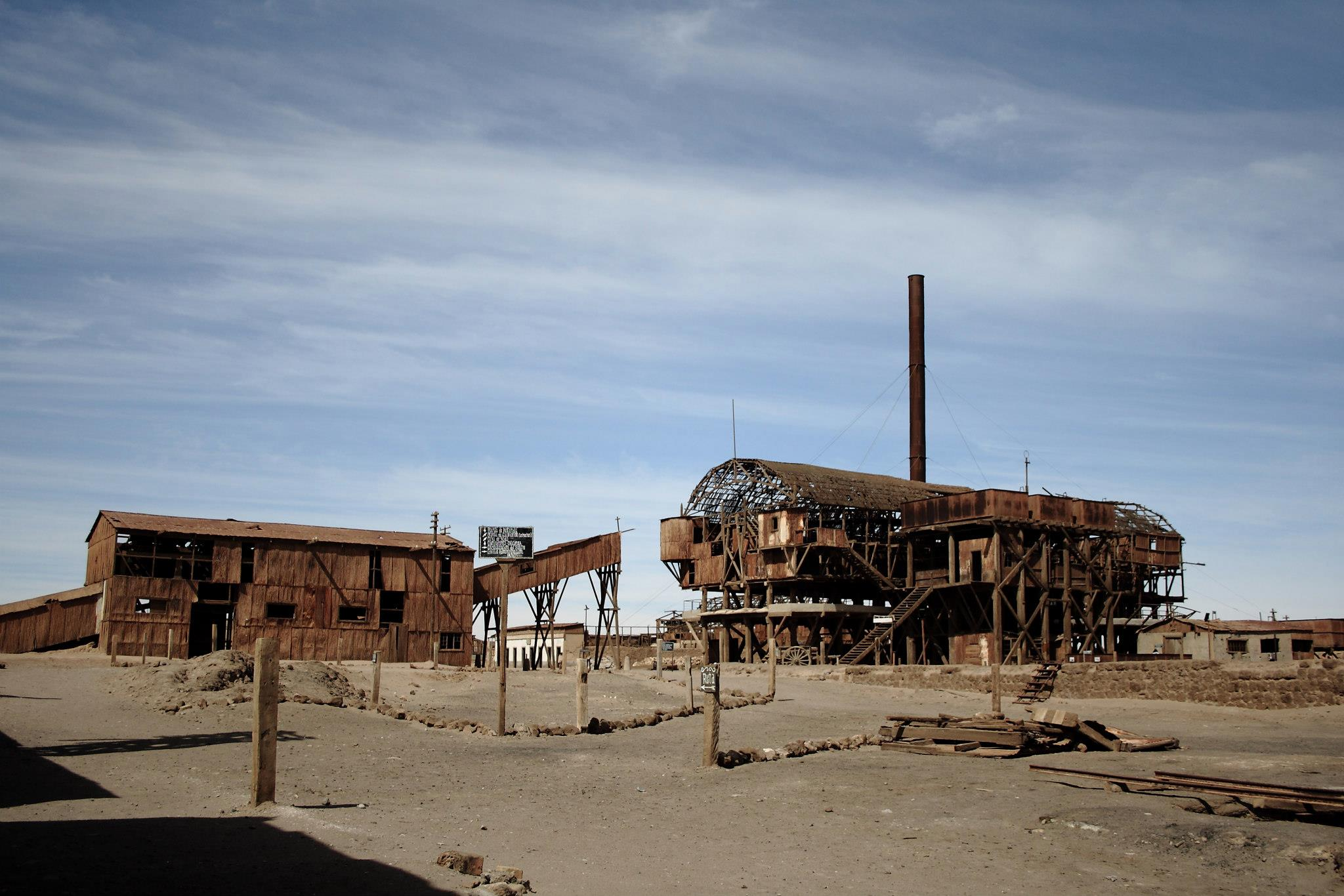
Ruinas de la oficina salitrera de Santa Laura, Patrimonio de la Humanidad desde 2004.

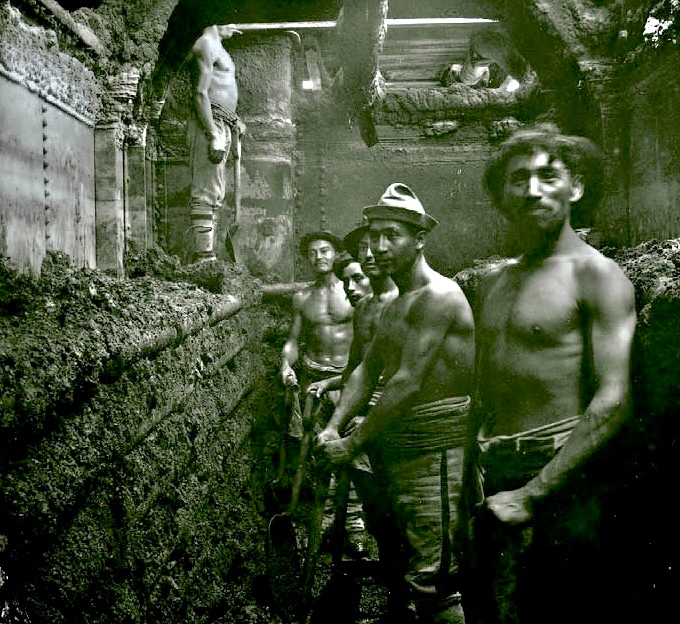
Obreros en faenas salitreras, a principios del.

Oficina salitrera es el nombre que recibe cada uno de los diferentes centros de explotación del salitre ubicados en las actuales regiones chilenas de Tarapacá y Antofagasta, que proliferaron entre 1842 —cuando se descubrió la utilidad del salitre— y los años 1930 —después de inventarse el salitre sintético—.
Dado lo aislado y árido de la zona de explotación minera, en pleno desierto de Atacama —el más árido del planeta—, se crearon las instalaciones industriales para la extracción y procesamiento del salitre, enclaves casi autosuficientes en los que se reunían la administración del centro minero, las viviendas de los trabajadores, los centros de venta —conocidos como «pulperías», que generalmente aceptaban solo las fichas emitidas en la propia oficina—, las iglesias, las escuelas y los centros de esparcimiento y entretención. Las oficinas salitreras fueron hogar de miles de trabajadores provenientes de Chile, Bolivia, Perú, Europa y Estados Unidos.

## Historia
Para proveer de salitre a la fábrica de pólvora de Lima, entre 1810 y 1812 se construyeron las ocho primeras oficinas salitreras en Negreiros, Pampa Negra y Zapiga, en lo que en 1837 se convertiría la Provincia peruana de Tarapacá.
En 1830 se iniciaron las exportaciones a Europa y Estados Unidos. Debido a esta explosiva demanda, al año siguiente se habilitaron las caletas de Pisagua y Mejillones como puertos de embarcación salitrero.
En 1855, se eligió a Iquique como el puerto principal del comercio salitrero. En 1871 se inauguró el primer Ferrocarril Salitrero, que conectaba Iquique con la oficina salitrera La Noria, y en 1872 se fundaron dos de las oficinas salitreras más conocidas: La Palma y Santa Laura, la primera rebautizada varios años más tarde como Humberstone, en honor al inglés James Thomas Humberstone, que llegó a administrar la oficina Agua Santa en 1875 y perfeccionó el proceso de extracción del salitre mediante su sistema Shanks, eligiendo Caleta Buena como el lugar para embarcar y exportar el mineral.
En 1860, el chileno José Santos Ossa descubrió salitre varios cientos de kilómetros más hacia el sur del territorio peruano de Iquique, en el sector boliviano que varias décadas más tarde se denominaría Aguas Blancas. Como resultado de este hallazgo, comenzó a explotar salitre en esas tierras y hacia el interior. En 1866, Ossa obtuvo por parte del gobierno boliviano de Mariano Melgarejo la concesión exclusiva para la explotación del salitre en aquel sector conocido por entonces como Peña Blanca. Así nació un pueblo minero costero que en 1868 se fundaría bajo el nombre de La Chimba, y que posteriormente se rebautizaría como la ciudad de Antofagasta.
Tras la Guerra del Pacífico, también conocida como la Guerra del Salitre, Chile anexó los territorios del salitre que pertenecían a Perú y Bolivia, se acabó con el monopolio peruano del salitre y se estableció una libertad industrial para la explotación del recurso por parte de privados. En julio de 1890 se inició la primera huelga general de obreros en las oficinas salitreras de Tarapacá, producto de las precarias condiciones laborales. Estas protestas no fueron escuchadas y con los años siguieron escalando, hasta derivar en la huelga general de 1907, que acabó abruptamente el 21 de diciembre de ese mismo año con la Matanza de la Escuela Santa María de Iquique.
Con el decaimiento de la venta del salitre durante los años 1930, la mayoría de las oficinas salitreras fueron desalojadas (produciendo un éxodo masivo de trabajadores) y desmanteladas. En la actualidad, quedan pocas oficinas salitreras en pie, erigiéndose como pueblos fantasmas, las cuales se encuentran en su mayoría en mal estado. Las oficinas más conocidas son las de Humberstone y Santa Laura en la Región de Tarapacá, la primera de las cuales cerró definitivamente en 1960. Ambas son consideradas desde 2004 Patrimonio de la Humanidad por la Unesco. Las oficinas Chacabuco, Pedro de Valdivia y María Elena están en la Región de Antofagasta. María Elena es la única oficina salitrera en funcionamiento.

## Extracción del salitre

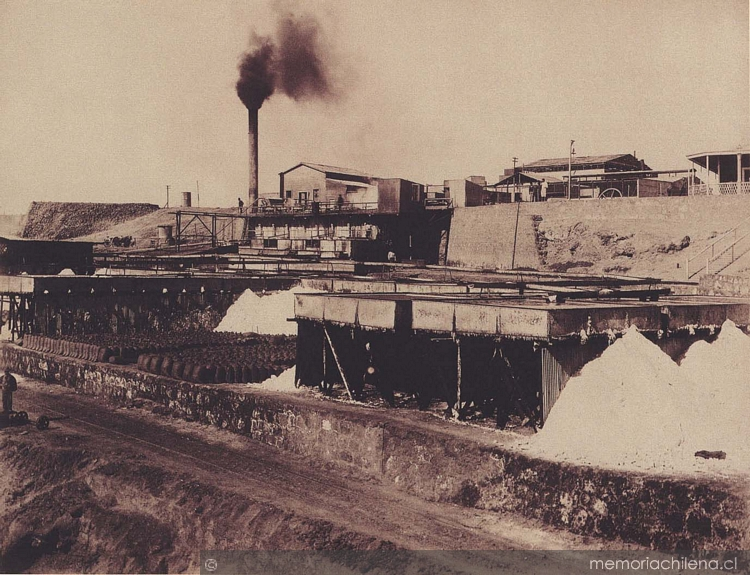
Maquinaria y bateas de cristalización del salitre en la oficina Jazpampa, en 1889

El proceso de extracción del salitre iniciaba con el cateo del terreno en la pampa por parte de los llamados «cateadores», responsables de tomar muestras en distintos lugares para ver la composición del mineral y conveniencia de su explotación. Luego se desarrollaba la explotación misma del salitre, su tratamiento, y el proceso finalmente acababa con el embarque en los puertos, los que de norte a sur eran los siguientes:
- Pisagua
- Caleta Junín
- Caleta Buena
- Iquique
- Patillos
- Tocopilla
- Mejillones
- Antofagasta
- Caleta Coloso
- Taltal

### Oficios del salitre
Los obreros y operarios de maquinaria eran muy especializados, y dependiendo de sus funciones, se les conocía con distintos nombres:
- Arrolladores: obreros que amontonaban la mitad del salitre cristalizado en las bateas para facilitar su extracción.

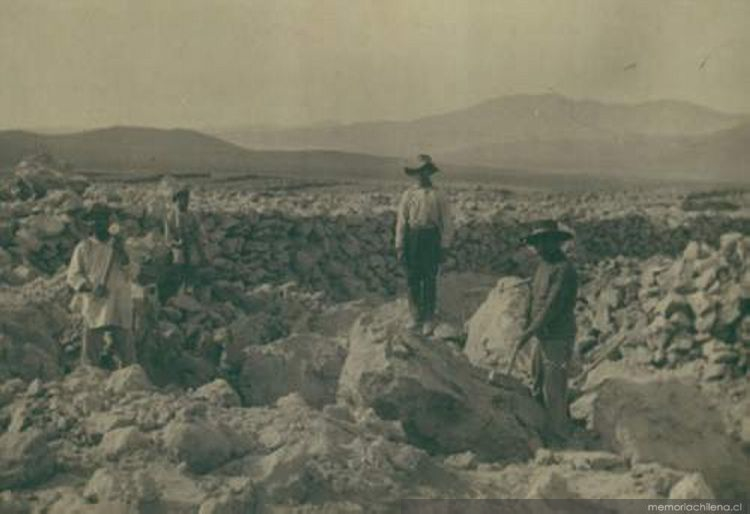
Barreteros en 1906

- Barreteros: operarios a cargo de la perforación inicial de los tiros en la pampa, utilizando los barrenadores, un tipo de martillo corriente. Se encargaban de abrir las calicheras mediante barrenos con tiros de pólvora o dinamita, hasta dejar al descubierto el caliche en grandes trozos o colpas.
- Canaleros: obreros a cargo de la conducción del caldo con salitre en las bateas de enfriamiento.

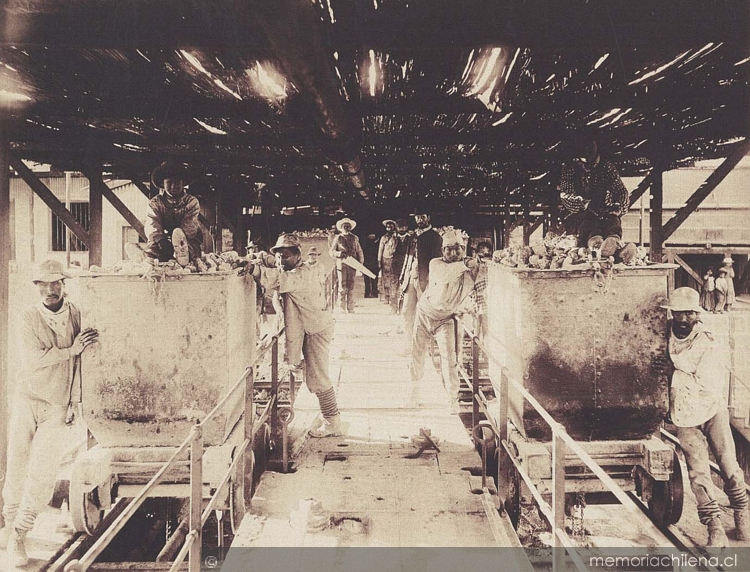
Canchadores de la oficina Solferino en 1889

- Canchadores: operarios que extraían con palas el caliche o salitre cristalizado en las bateas y lo llevaban a las canchas, donde lo trituraban con las máquinas acendradoras o chancadoras. El traslado hasta las canchas era manual o mediante carros sobre muelles, dependiendo de la oficina. En aquellas oficinas donde no había correas transportadoras entre las chancadoras y los cachuchos, los canchadores debían también transportar allí el caliche triturado mediante carros.
- Cargadores: obreros que ensacaban y cosían los sacos de salitre en las canchas y lo transportaban hasta los carros del ferrocarril. Trabajaban a trato en cuadrillas de ocho a diez.
- Carreteros: obreros que cargaban las carretas y las llevaban al lugar de elaboración del caliche, hasta los chanchos o chancadoras.
- Chancadores: operarios que vigilaban la trituración del caliche y lo empujaban hasta el embudo de la máquina.

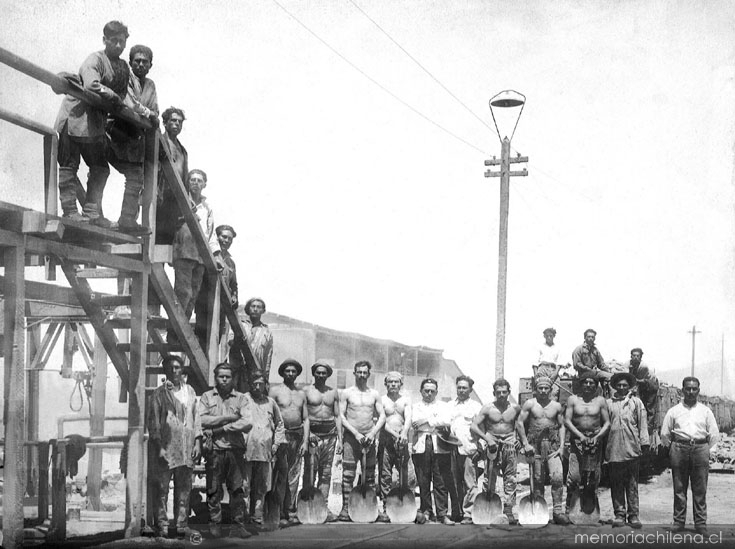
Desripiadores de la oficina Mapocho, alrededor de 1900

- Desripiadores: obreros que extraían el residuo del caliche (ripios, barro, entre otros) de los cachuchos. Acabado cada cocimiento y después de escurrido el caldo con salitre, lo llevaban al campo de desmonte.
- Llaveros: obreros que atendían los cachuchos donde se disolvía el salitre mediante agua y calor.
- Particulares: obreros que extraían los trozos de caliche, los dividían en trozos más pequeños y los reunían en acopios. Se les pagaba a trato, por carretadas, generalmente según la ley del caliche.

## Listado de oficinas salitreras

### Tarapacá
- 10 de septiembre
- Abra (ex Napired)
- Agua Santa
- Alianza
- Amelia (ex Dibujo)
- Ángela
- Anita
- Aragón
- Argentina

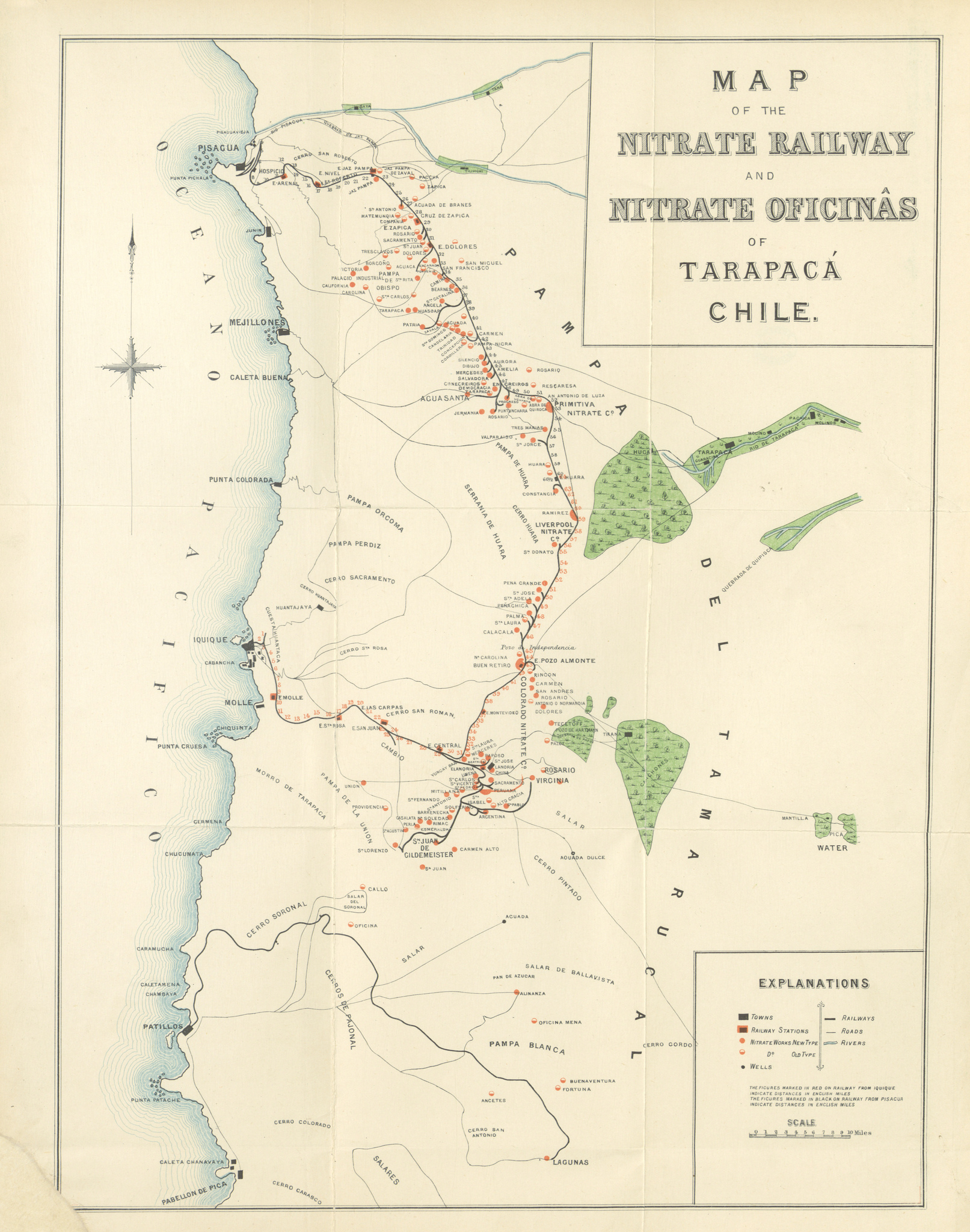
Mapa de las oficinas salitreras y el ferrocarril salitrero en la Provincia de Tarapacá (1890).

- Asturias (Pelayo+Covadonga. Ex Reducto+Huascar)
- Aurora (ex Silencio)
- Aurrerá
- Barcelona
- Bellavista
- Buen Retiro
- Buenaventura
- Cala Cala (ex Independencia + Colombia)
- California
- Camiña (ex Saca si Puedes si)
- Carmen Bajo
- Carolina
- Carpas (ex Nueva Noria)
- Centro Lagunas
- Chacabuco
- Cholita
- Chucalaquima
- Compañía
- Cóndor
- Constancia
- Coruña
- Cruz de Zapiga
- Democracia
- Elena
- Enriqueta (ex Santa Rosa de Zapiga)
- Esmeralda
- Felisa
- Franka
- Gloria
- Hervatska
- Humberstone (ex La Palma)
- Iquique
- Irene
- Iris
- Jazpampa
- Josefina
- Keryma
- La Granja
- La Patria
- La Perla
- La Serena
- Limeña (ex La Noria)
- Los Pirineos
- Mapocho
- Mercedes
- Nena Vilana
- North Lagunas
- Paccha
- Palacio Industrial
- Pan de Azúcar
- Paposo
- Pampa Unión
- Peña Chica
- Peña Grande (Fuerte Baquedano)
- Peruana
- Planta de Potasa
- Pontevedra (ex Santa Clara)
- Porvenir
- Primitiva
- Progreso
- Providencia
- Puntilla de Huara
- Puntuchara
- Ramíez
- Recuerdo
- Resurrección
- Rosario de Huara
- Sacramento
- Salvadora
- San Agustín
- San Antonio de Zapiga
- San Donato
- San Enrique
- San Francisco
- San Jorge
- San José
- San Lorenzo
- San Manuel
- San Pablo
- San Patricio
- San Pedro
- San Remígio
- Santa Ana
- Santa Catalina
- Santa Elena
- Santa Laura
- Santa Lucía
- Santa Rita
- Santa Rosa de Huara
- Santiago
- Sara (ex San Esteban)
- Sebastopol
- Slavia (ex Rosario de Negreiros)
- Slavonia
- Solferino
- South Lagunas
- Tarapacá
- Tránsito
- Tres Marías
- Trinidad
- Unión
- Valparaíso
- Veranees
- Victoria (ex Brac)
- Vigo
- Virginia
- Vis
- Yungay (ex Marusia o Maroussia)

### Antofagasta
- Abra
- Aconcagua
- Agustín Edwars
- Alberto Bascuñán (ex Delaware)
- Alemania
- Algorta (ex H. Astoreca)
- Angamos
- Aníbal Pinto
- Araucana
- Arturo Prat
- Atacama
- Ausonia
- Avanzada
- Ballena
- Blanco Encalada
- Bonasort
- Britania
- Buena Esperanza
- Carmelo
- Castilla
- Catalina del Sur
- Caupolicán (ex Alianza)
- Cecilia
- Celia
- Chacabuco
- Chile
- Cobija
- Cochrane (ex Pissis)
- Concepción
- Condell
- Cota
- Coya Sur
- Curicó
- Delaware (ex Carolina)
- Domeyko (ex Carrera)
- Dominador
- Empresa
- Ercilla
- Esperanza
- Eugenia
- Filomena
- Flor de Chile
- Francisco Puelma
- Ghizela
- Gmo. Matta
- Grutas
- Iberia
- Joaquín Pérez
- José Antonio Moreno (ex Lagunas de Taltal)
- José Francisco Vergara
- José Santos Ossa
- La Americana
- La Valparaíso
- Lautaro
- Lastenias
- Leonor
- Lilita
- Lina
- Los Dones
- Luisis
- María
- María Elena (ex Coya Norte).
- María Teresa
- Miraflores
- O'Higgins
- Oriente
- Pampa Rica
- Pampa Unión
- Pedro de Valdivia
- Pepita
- Peregrina
- Perseverancia
- Petronila
- Portezuelo
- Prosperidad
- Renacimiento (ex San Gregorio)
- Rica Aventura
- Rosario
- Santa Adela
- Salinitas....
- San Andrés
- San Martín (ex Valparaíso)
- Santa Fe
- Santa Isabel
- Santa Luisa
- Savona
- Severin
- Sudamericana
- Tranque Sloman
- Tricolor
- Yugoslavia (ex Cristiana)